# Краснов, Николай Николаевич (инженер)
Никола́й Никола́евич Красно́в (29 сентября 1924, Астрахань, СССР — 16 июля 2012, Обнинск, Россия) — советский и российский инженер, физик, менеджер. Доктор технических наук (1971), профессор (1974).
Инженер, начальник подразделения «Циклотрон» Физико-энергетического института (1958—1991), основатель и директор (1991—2012) ЗАО «Циклотрон», одного из крупнейших производителей радиоизотопной продукции. Участник Второй мировой войны.

## Биография
Николай Краснов родился 29 сентября 1924 года в Астрахани.
30 июня 1942 года окончил школу с отличным аттестатом зрелости и, не дожидаясь восемнадцатилетия, 3 июля вместе с одноклассниками сел на пароход до Сталинграда и написал в сталинградском обкоме комсомола заявление о добровольном вступлении в армию. Из Сталинграда был отправлен в Москву, откуда был направлен в миномётную часть на Юго-Западный фронт и сразу попал в бой.
Полк Краснова отступал с боями до Сталинграда и после больших потерь, за день до сильнейшей бомбардировки города, был направлен в Москву на пополнение и переформирование. Николай Краснов начинал рядовым, затем был назначен на должность командира отделения разведки миномётного дивизиона. Воевал на Калининском, Северо-Западном, 1-м Украинском фронтах. После ранения и операции вернулся на фронт.
Командир топографического отделения 1-го дивизиона 91-го гвардейского миномётного полка гвардии старший сержант Н. Н. Краснов участвовал в боях за Украину, Польшу, Прагу, Берлин.
Почти через два года после окончания Второй мировой войны, в феврале 1947 года, был демобилизован. Поступил в Московский энергетический институт без собеседования — как фронтовик и отличник. Вместе с другими однокурсниками был переведён сначала на спецфак, затем в Московский механический институт, позже переименованный в Московский инженерно-физический институт (МИФИ). В 1953 году Николай Краснов окончил МИФИ с отличием по специальности «Проектирование и эксплуатация физических приборов и установок».
После окончания института получил направление на предприятие п/я 0908 Министерства среднего машиностроения СССР в Сухуми. Участвовал в пуске циклотрона и в разработке технологий производства радиоактивных изотопов, ставших его специализацией до конца жизни. Последовательно занимал должности инженера и научного сотрудника. В 1958 году доклад Николая Краснова в Сухуми услышал академик Георгий Флёров и под впечатлением от доклада пригласил Краснова на п/я 276 в Дубну для работ по протонным ускорителям. Об этом узнал работавший в Лаборатории «В» и занимавшийся там ускорителями Владимир Глазанов. Он опередил Флёрова и на своей машине привёз Краснова в Обнинск.
В августе 1958 года после доклада Игоря Курчатова Совет Министров СССР и ЦК КПСС приняли постановление о сооружении в Лаборатории «В» циклотрона и развитии работ по производству и применению радиоактивных изотопов. В январе 1959 года началось строительство циклотрона, завершившееся в июне 1962 года. В мае 1961 года Николай Краснов был назначен начальником подразделения «Циклотрон». Одной из крупнейших производственных аварий во время пусконаладочных работ, в которых участвовал Краснов, стало растрескивание полюсов магнита, не выдержавших нагрузок на растяжение.
В 1963 году подразделение Краснова начало разработку технологий и промышленного производства радиоактивных изотопов и через два года полностью удовлетворило потребности СССР в циклотронных изотопах. Подразделение постоянно совершенствовало режимы работ циклотрона У-150, конструкцию и технологию мишеней. За первые 12 лет работы циклотрона объём продукции был увеличен в 10 раз. Стоимость реализованной продукции с 1963 по 1989 года увеличилась с 250 тысяч до 3 миллионов рублей.
В 1965 году Николай Краснов защитил диссертацию на соискание учёной степени кандидата технических наук. В 1969 году подразделение «Циклотрон» было преобразовано в научный отдел циклотронных изотопов, который также возглавил Краснов. В 1971 году Николай Краснов защитил диссертацию на соискание учёной степени доктора технических наук. В 1974 году Краснову было присвоено учёное звание профессора. Параллельно работе в Физико-энергетическом институте Николай Краснов десять лет преподавал в Обнинском филиале Московского инженерно-физического института, но из-за проблем со здоровьем был вынужден прекратить преподавание.
В 1991 году в условиях развала советской экономики и резкого сокращения финансирования научных исследований по предложению Николая Краснова общим собранием коллектива отдел циклотронных изотопов было решено преобразовать в Научно-производственное арендное предприятие «Циклотрон» (с 2002 года — ЗАО «Циклотрон»), и Краснов стал генеральным директором нового предприятия. За счёт средств из прибыли был изготовлен новый циклотрон РИЦ-14, создан новый радиохимический участок, модернизирован старый циклотрон У-150. Одновременно были разработаны и внедрены более высокопроизводительные технологии. В результате производительность наработки радиоактивных изотопов к началу 2010-х годов увеличилась по сравнению с 1990 годом почти в 4 раза и ЗАО «Циклотрон» стал ведущим мировым производителем высококачественной радиоизотопной продукции.
Николай Краснов умер 16 июля 2012 года.

## Семья
Николай Краснов женился в студенческие годы. Жена, Лариса Ивановна Краснова, преподавала английский язык сначала в обнинской школе № 1, затем в Обнинском институте атомной энергетики. В браке родились две дочери. Зять Краснова — сотрудник Физико-энергетического института Фёдор Павлович Раскач.

## Награды
Советские государственные награды:
- Орден Трудового Красного Знамени
- Орден Отечественной войны I степени (6 апреля 1985[6])
- Орден Славы III степени (28 февраля 1945[4])
- Медаль «За отвагу» (12 мая 1945[7])
- Медаль «За победу над Германией в Великой Отечественной войне 1941—1945 гг.»
- Медаль «За освобождение Праги»
- Медаль «За взятие Берлина»
- Медаль «За доблестный труд»
- Медаль «Ветеран труда»
- Медали ВДНХ

Государственные награды Российской Федерации:
- Медаль Жукова

Общественные награды:
- Медаль «Честь и польза»
- Медаль «Меценаты столетия»